# Институт Блисса
Институт Блисса (англ. Bliss Institute) — культурный центр, театр, музей и Национальный совет по искусству в Белиз-Сити. Центр назван в честь британского барона Блисса.

## История

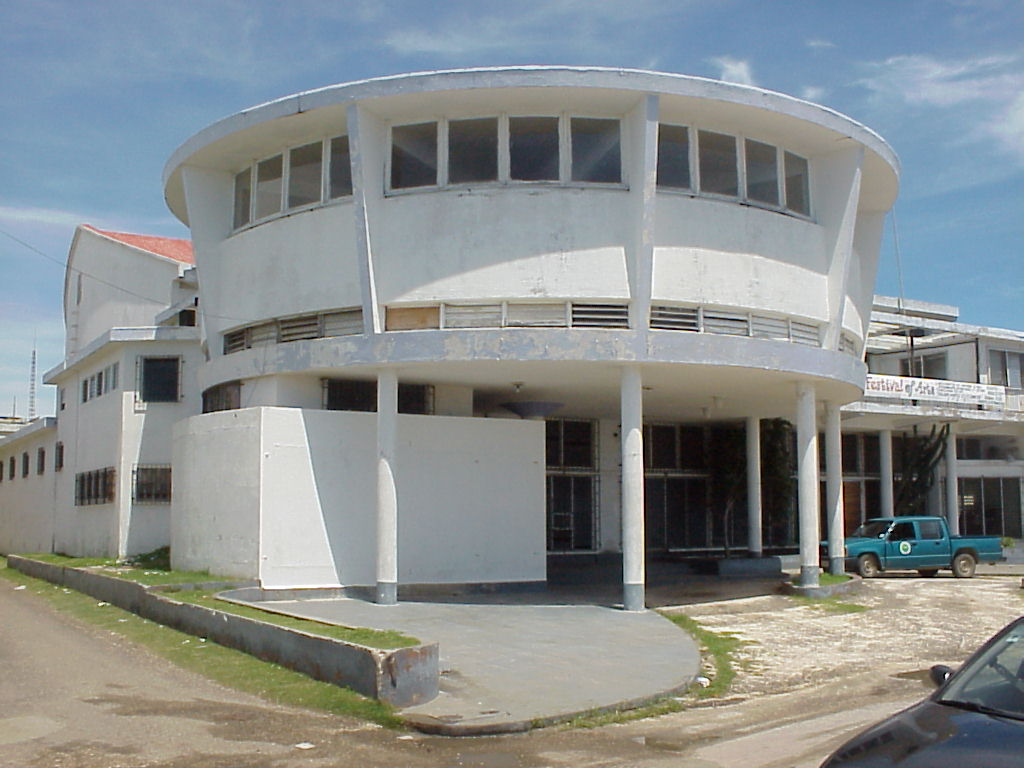
Институт Блисса в 1999 году.

Первоначальное строительство началось в 1953 году и завершилось годом позже. Архитектурный проект был выполнен в стиле модерн в интернациональном стиле. Здание включало библиотеку, зрительный зал, выставочную зону и читальные залы. Галерея зрительного зала напоминала нос корабля. Попечительский совет барона Блисса инвестировал 251 829 белизских долларов в строительство здания и 7532 доллара в его обстановку.
В 2003 году здание было практически полностью отреставрировано мексиканской строительной компанией.

## Описание
На первом этаже здания размещаются Национальная коллекция Белизской библиотеки и читальные залы, а на первом — аудитория и выставочное пространство.
В Институте Блисса расположены Центр исполнительских искусств Блисса, где разместилась штаб-квартира Института креативных искусств (ICA).
Театр со зрительным залом на 600 человек проводит многочисленные концерты, художественные выставки и политические мероприятия. В комплексе проводятся художественные выставки и политические мероприятия.
В музее Института хранится ряд археологических находок из майяского поселения Караколь.